# Begraafplaats van Leffinge
De begraafplaats van Leffinge is een voormalig Duits oorlogskerkhof, na 1958 in gebruik als burgerbegraafplaats.

## Achtergrond
Tijdens de Eerste Wereldoorlog begroef men hier ongeveer 1.700 Duitse soldaten. De lichamen werden kort voor 1958 overgebracht naar het Deutscher Soldatenfriedhof Vladslo van Vladslo en het oorspronkelijke oorlogskerkhof veranderde in een begraafplaats voor burgers. Het mausoleum is een voorbeeld van Duits burgerlijke architectuur.